# Ken Roczen
Ken Roczen (født 29. april 1994 Mattstedt, Tyskland) er professionel supercross og motocross-kører. Han kører med til amerikansk mesterskab hvilket er det største inden for sporten.
nuværende (mærke: Honda)
team: (HRC)
Kontrakt: (2017-20??)
Instagram: (Kenroczen94)
køre med (#94)
FIM World Motocross Champion i 2011 som 17 årig (MX2 division).
11 førstepladser Monster Energy Supercross (450SX Class).
30 podier Monster Energy Supercross (450SX Class).
2015 Monster Energy Cup Champion.
2014 Monster Energy Supercross årets Rookie.
2013 250SX Western Regional Champion.
5 career 250SX Class wins.
2012 Motocross of Nations for Tyskland (MX2 division).
I 2017 tredje afdeling (Anaheim 2) pådrog Ken Roczen sig en håndskade der nær havde kostet ham venstre hånd, og var dermed ude resten af sæsonen.
2018 var Roczen igen uheldig da han kørte sammen med Cooper Webb og fik højrehånden i klemme mellem baghjul og bagsvinger. Er derefter ude resten af sæsonen. 2018 var også året hvor Ken blev gift med hans livs kærlighed.
Ken Roczen er nu endnu engang vendt tilbage i topform til 2019 sæsonen, hvor han til første afdeling kørte en andenplads hjem.